# Israel Yaakov Kligler
 (février 2024).
La mise en forme du texte ne suit pas les recommandations de Wikipédia : il faut le « wikifier ».
Les points d'amélioration suivants sont les cas les plus fréquents. Le détail des points à revoir est peut-être précisé sur la page de discussion.
- Les titres sont pré-formatés par le logiciel. Ils ne sont ni en capitales, ni en gras.
- Le texte ne doit pas être écrit en capitales (les noms de famille non plus), ni en gras, ni en italique, ni en « petit »…
- Le gras n'est utilisé que pour surligner le titre de l'article dans l'introduction, une seule fois.
- L'italique est rarement utilisé : mots en langue étrangère, titres d'œuvres, noms de bateaux, etc.
- Les citations ne sont pas en italique mais en corps de texte normal. Elles sont entourées par des guillemets français : « et ».
- Les listes à puces sont à éviter, des paragraphes rédigés étant largement préférés. Les tableaux sont à réserver à la présentation de données structurées (résultats, etc.).
- Les appels de note de bas de page (petits chiffres en exposant, introduits par l'outil «  Source ») sont à placer entre la fin de phrase et le point final[comme ça].
- Les liens internes (vers d'autres articles de Wikipédia) sont à choisir avec parcimonie. Créez des liens vers des articles approfondissant le sujet. Les termes génériques sans rapport avec le sujet sont à éviter, ainsi que les répétitions de liens vers un même terme.
- Les liens externes sont à placer uniquement dans une section « Liens externes », à la fin de l'article. Ces liens sont à choisir avec parcimonie suivant les règles définies. Si un lien sert de source à l'article, son insertion dans le texte est à faire par les notes de bas de page.
- La présentation des références doit suivre les conventions bibliographiques. Il est recommandé d'utiliser les modèles {{Ouvrage}}, {{Chapitre}}, {{Article}}, {{Lien web}} et/ou {{Bibliographie}}. Le mode d'édition visuel peut mettre en forme automatiquement les références.
- Insérer une infobox (cadre d'informations à droite) n'est pas obligatoire pour parachever la mise en page.

Pour une aide détaillée, merci de consulter Aide:Wikification.
Si vous pensez que ces points ont été résolus, vous pouvez retirer ce bandeau et améliorer la mise en forme d'un autre article.
Israel Yaakov Kligler, né le 24 avril 1888 et mort le 23 septembre 1944, est un microbiologiste israélien, d'origine austro-hongroise.
Il est l'un des premiers professeurs de l'Université hébraïque et le fondateur du Département d'hygiène et de bactériologie. Il jette les bases de la recherche dans les domaines de la bactériologie, de la Parasitologie, de la Virologie, de l'épidémiologie, de la Nutrition et de la santé publique en Israël. Il  développe un sol nutritif pour l'isolement et l'identification des bactéries intestinales, encore utilisé aujourd'hui et portant son nom -Milieu Kligler Hajna. Sa principale contribution au développement de la Palestine est la planification et l'organisation de la compagne contre le paludisme, à la fin de laquelle la maladie est complètement éradiquée après sa mort.

## Biographie
Kligler est né le 24 avril 1888 dans une petite ville appelée Kopicinca, alors dans la région de Galicie dans l'empire austro-hongrois (dans l'ouest de l'Ukraine actuelle, à environ 60 kilomètres au nord-ouest de Kamnitz-Podolsky). La région connait de nombreux bouleversements gouvernementaux et administratifs, c'est pourquoi dans divers documents, son lieu de naissance est indiqué comme l'Autriche, la Pologne ou l'Ukraine, et son année de naissance comme 1889. 
Kligler est le fils d'Aharon ben Israël et de Froma Feigel née Gitman. 
Après la mort de sa mère alors qu'il a environ huit ans, son père épouse en secondes noces, Sarah. Son père immigre aux États-Unis avec deux de ses filles en 1900, et après environ un an en septembre 1901, sa femme le rejoint avec le reste de ses enfants, dont Israël Yaakov.

### New York

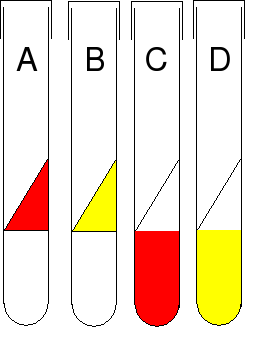
Milieu Kligler Hajna. Le décodage se fait en fonction de la couleur de la gélose dans les parties du tube à essai - jaune ou rouge. Un dégradé rouge signifie que la bactérie ne dégrade pas le sucre lactose. Lorsque la pente est jaune B, la bactérie décompose le lactose. Lorsque le fond est rouge C, la bactérie ne décompose pas le glucose. Fond jaune D - la bactérie décompose le glucose.

Kligler fréquente les écoles publiques de New York. En 1911, il obtient une licence en sciences avec distinction du City College de New York. 
En 1914, il obtient une maîtrise de l'Université Columbia et un an plus tard, il y obtient son doctorat. Sa thèse porte sur les propriétés biochimiques des bactéries buccales et leur diagnostic, en mettant l'accent sur les caries.
Il travaille comme assistant de recherche au département de santé publique du Musée américain d'histoire naturelle de New York, dans les années 1911-1915, en même temps qu'il étudie à l'Université de Columbia.

### Chicago
En 1915, il s'installe à Chicago et travaille au département de bactériologie de la faculté de médecine de l'université Northwestern. 

### Retour à New York
En 1916, il retourne à New York pour travailler à l'Institut Rockefeller jusqu'à la fin des années 1920. À l'institut, Kligler mène des études sur la pollution des sols, l'assainissement et les bactéries intestinales. 

### Première Guerre mondiale
En 1918, il est enrôlé dans l'armée américaine et sert comme instructeur de bactériologie à la station militaire de l'Institut Rockefeller. 

### Après la Première Guerre mondiale
Après la Première Guerre mondiale, il participe au nom de l'institut à une expédition d'étude de la fièvre jaune dans l'État du Yucatan au Mexique et au Pérou où il travaille avec le bactériologiste Hideyo Noguchi,,,.
Kligler commence à publier des articles à l'âge de 24 ans, juste après avoir obtenu son baccalauréat. Ses recherches portent alors sur le tri bactérien, les propriétés biochimiques et le développement de substrats alimentaires, la sérologie et l'hématologie. Il travaille sur une grande variété de bactéries et principalement sur les bactéries intestinales, les bactéries environnementales, les Leptospira et la fièvre jaune. Il publie 43 ouvrages scientifiques jusqu'à son immigration en Palestine mandataire. Ses travaux sur les bactéries environnementales ou sur la flore buccale sont originaux.
Son œuvre la plus célèbre, qui lui vaut une renommée mondiale, est le développement d'un substrat pour l'isolement et l'identification des bactéries intestinales, encore utilisé aujourd'hui - le « Milieu Kligler Hajna ». Il s'agit d'un sol alimentaire in vitro pour le diagnostic des bactéries intestinales. Le substrat est basé sur l'identification des propriétés biochimiques des bactéries et de leur capacité à décomposer les sucres tout en formant du gaz et du H 2 S. La gélose dans le tube à essai a un fond cylindrique et une pente en partie supérieure. Le décodage se fait en fonction de la couleur de la gélose dans les parties du tube à essai - jaune ou rouge. Un dégradé rouge signifie que la bactérie ne dégrade pas le sucre lactose; lorsque la pente est jaune B, la bactérie décompose le lactose; lorsque le fond est rouge C, la bactérie ne décompose pas le glucose; fond jaune D - la bactérie décompose le glucose. Une variante du substrat de Kligler contient également du sucre saccharose et est connue sous le nom de « Milieu TSI ».

### Éducation et recherche avant d'immigrer en Israël
Dès sa jeunesse, Kligler rejoint le mouvement sioniste aux États-Unis. 
Vers la fin de la Première Guerre mondiale, l'Unité médicale sioniste américaine (AZMU) est créée à l'initiative d'Henrietta Szold, dans le but d'aider à restaurer la colonie juive en Terre d'Israël. 
Kligler demande à rejoindre le premier groupe, arrivé en Terre d’Israël en juillet 1918. Simon Flexner, qui dirige l'Institut Rockefeller, le convainc de rester à l'institut et d'acquérir de l'expérience et une formation pour les tâches qui l'attendent en Terre d'Israël. 
En juillet 1920, Kligler écrit à Salad après son retour de l'expédition contre la fièvre jaune en Amérique du Sud: « Je crois que je suis prêt maintenant. » Fin octobre 1920, Kligler reçut une fête d'adieu à l'Institut Rockefeller. Il arrive en Israël au début de 1921.
Kligler prend la direction des laboratoires de l'hôpital Hadassah Mount Scopus à Jérusalem, alors situé Rue Haneviim dans la ville. Dans les années 1922-1925, il vit à Haïfa et dirige « l'Institut de recherche sur le paludisme, ministère de la Santé du gouvernement de Haïfa ». En avril 1926, il est admis à l'Université hébraïque de Jérusalem, fonde le département d'hygiène et de bactériologie et le dirige jusqu'à sa mort en septembre 1944.
À l'hôpital Hadassah, Kligler rencontre Helen (Ahova) Friedman, une infirmière diplômée. Elle est née en 1891, en 1914 elle a complété trois années d'études pour obtenir un diplôme d'infirmière à l'hôpital "Lebanon" dans le district du Bronx à New York, s'est portée volontaire pendant la Première Guerre mondiale pour servir dans l'American Expeditionary Force (AEF), après quoi elle se porte volontaire pour l'Unité d'Aide Sioniste (KAMCA) et arrive en Palestine, probablement en 1919. Le couple se marie dans le Bronx, à New York, le 11 novembre 1922. La lune de miel se déroule en direction de la Palestine, à bord du plus grand navire du monde de l'époque, le « RMS Majestic ». Lorsque la famille vivait à Haïfa, Helen supervisait les soins prénatals des femmes de la ville pour le compte d'Hadassah. En 1926, naît leur fils unique, David (décédé en 1979).
Kligler est mort d'une crise cardiaque à Netanya en 1944 et est enterré au cimetière du Mont des Oliviers à Jérusalem.

## Recherche et enseignement
Kligler utilise ses connaissances en microbiologie, épidémiologie et santé publique pour publier des recherches dans de nombreux domaines, en mettant l'accent sur la recherche appliquée, tout en s'efforçant d'améliorer la population et le pays. Au cours de ses 24 années en Israël, Kligler publie plus de deux cents ouvrages : en microbiologie (62 ouvrages), parasitologie (84), virologie (41), nutrition (6) et plus encore. Kligler a également publié des rapports sur divers sujets, des articles dans des journaux en Israël et à l'étranger, participe à des programmes de radio sur la Voix de Jérusalem et donne des conférences à divers publics en Israël et à l'étranger.
Bon nombre des chercheurs embauchés par Kligler pour travailler dans son département sont devenus professeurs dans des institutions scientifiques israéliennes. Parmi ses employés et collègues se trouve le professeur Gideon Mer.
Kligler lance le premier cours d'assainissement de ce type, au sein de l'hôpital Hadassah de Jérusalem. La langue d'enseignement est l'hébreu et l'enseignement prend fin en mars 1922. Quatre des cinq participants au cours sont embauchés comme inspecteurs antipaludiques à l'Institut de recherche sur le paludisme ouvert à Haïfa en septembre 1922 sous la direction de Kligler.
À l’Université hébraïque, l’enseignement des sciences naturelles commence, notamment à l’Institut de bactériologie, au début des années 1930. Pendant le séjour de Kligler à l'Institut, plus de quarante étudiants terminent leurs études d'associé et de doctorat en sciences naturelles au Département de microbiologie. L'un de ses doctorants Zvi Sliternik, est lauréat du Prix Israël en 1962 pour sa contribution à l'éradication du paludisme en Israël.

## La lutte contre le paludisme

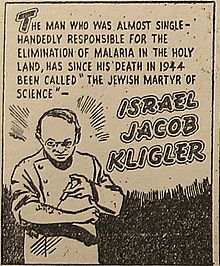
Liste de l'un des dix publiés dans la revue juive américaine « The Southern Jewish Weekly » du 31 octobre 1947, décrivant la contribution et les actions de Kligler. L'enregistrement montre Kligler s'injectant le composant vaccinal qu'il a développé à la demande du gouvernement polonais en exil. La légende raconte sa contribution à l'éradication du paludisme en Terre d'Israël.

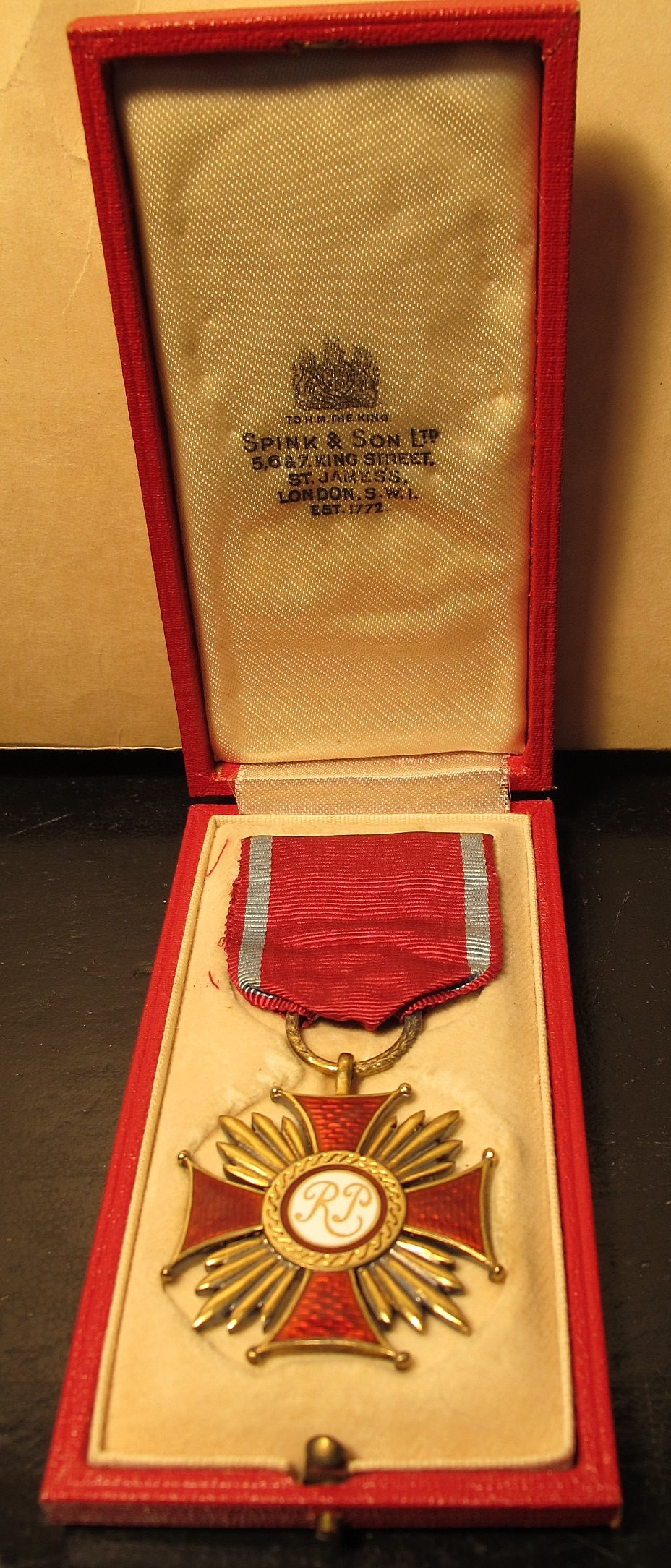
"La Croix du Mérite" - une médaille décernée à Kligler au nom du gouvernement polonais en exil en 1943, par le consul polonais à Jérusalem, pour sa contribution au développement d'un composé vaccinal pour l'aide médicale aux réfugiés polonais, montrant courage quand il s'est injecté le composé

Kligler a beaucoup contribué à la planification et à la mise en œuvre de l'éradication du paludisme en Terre d'Israël, qui est alors un facteur majeur de morbidité de ses habitants, provoque l'épuisement de la population et rédige la carte des colonies juives,,. Avant même d'immigrer en Terre d'Israël, il rassemble de nombreuses informations sur l'état de la maladie dans ce pays et acquiert une expérience de travail sur le terrain lorsqu'il rejoint une expédition visant à étudier la fièvre jaune en Amérique du Sud. Kligler prépare un plan pour éradiquer le paludisme qu'il envoie à diverses parties, notamment au juge Louis Brandeis qui visite la Palestine en 1919 et est choqué par l'état de la morbidité du paludisme. Brandeis est impressionné par le plan et lui fournit des fonds de sa propre poche pour mettre en œuvre le plan. En 1922, Kligler fonde et dirige l'« Institut de recherche sur le paludisme » à Haïfa, qui est créé par le Joint et « Hadassa » avec l'aide financière de Brandeis et fonctionne dans le cadre du service de santé obligatoire. Les études réalisées à l'institut testent la faisabilité des plans préparés par Kligler et examine les méthodes appropriées pour chaque région de la Palestine.
Kligler prouve dans des études réalisées à l'institut l'inefficacité des méthodes précédentes utilisées pour contrôler le paludisme en Israël - planter des eucalyptus pour assécher les marais et donner de la Quinine pour prévenir l'infection (prophylaxie). Kligler axe son plan sur la lutte contre les moustiques et notamment contre leurs larves (stade entre l'embryon et le moustique adulte). À cette fin, il étudie la prévalence des différentes espèces d'Anopheles, leur biologie et leurs lieux de reproduction, teste de nouvelles méthodes et pesticides et choisit ceux qui sont appropriés en termes d'efficacité et de prix. L'une des nouvelles méthodes qu'il introduit est l'introduction de poissons gambosia communs dans les sources d'eau en 1923; qui se révèle efficace en tant que mesure biologique contre la saturation des moustiques.
Les opérations de lutte antiparasitaire réalisées par les employés de l'institut permettent une diminution spectaculaire de la morbidité. Les réalisations de la campagne contre le paludisme sont portées à l'attention de l'organisation sanitaire créée par la Société des Nations et, en mai 1925, la délégation antipaludique de l'organisation est envoyée en Palestine. La délégation donne une reconnaissance internationale à l'importance de ll'activité antipaludique menée en Palestine. Kligler donne une conférence sur la guerre contre le paludisme en Israël lors de la première conférence internationale sur le paludisme tenue à Rome en octobre 1925. Dans sa conférence, il décrit les principaux efforts visant à détruire les lieux de nidification des moustiques.
En 1927, Kligler crée la « Station de recherche sur le paludisme » de l'Université hébraïque de Rosh Pina, qui s'engage dans des recherches sur le terrain pour lutter contre le paludisme. Kligler nomme le Dr Gideon Mer directeur de la station deux ans après son ouverture, et ensemble ils publient une série d'articles sur le paludisme.
De nombreuses colonies établies en Palestine pendant la période du mandat britannique reçoivent l'approbation de Kligler pour s'installer sur la terre, du point de vue de leur capacité à lutter contre la maladie du paludisme. Lorsque le kibboutz Amir est créé en octobre 1939, la dernière des colonies « Huma et Migdal », en bordure du marais de Hula, Kligler s'oppose au choix du site de colonie en raison du danger de paludisme. Tous les membres du kibboutz sont tombés malades et, après trois ans, ils ont dû déplacer le kibboutz à l'endroit où il est aujourd'hui.

## Activités supplémentaires
En plus de ses activités scientifiques, Kligler est également engagé dans des activités publiques sur des questions liées à la santé publique. Au milieu des années 1920, il rejoint le « Comité de santé » créé en 1922 par le 12e Congrès sioniste dans le but de traiter toutes les questions de santé de la colonie. En 1933, il est élu pour remplacer Henrietta Szold à la présidence du « Comité de santé » du Comité national. Il coopère avec le Dr Avraham Katznelson qui dirige le département de santé; ensemble, ils coordonnent les liens entre les différentes institutions médicales de la colonie, notamment l'Association médicale Hadassah, l'Association générale, la Caisse d'assurance maladie et d'autres organisations.
Kligler est un membre actif d'associations qui encouragent l'activité physique, telles que la « Société des terrains de jeux en Eretz Israël » et la « Société des piscines publiques » créées dans les années 1930. Il participe aux réunions annuelles des professeurs de sport en Israël et préconise l'activité physique.
Kligler est parmi les fondateurs de la « Ligue de lutte contre la tuberculose », un organisme national créé en 1925 après plusieurs tentatives qui n'ont pas duré longtemps. Kligler est le premier président de la ligue et continue à participer à ses diverses activités et événements. Il est également membre du comité consultatif de la « Société palestinienne pour les sourds » créée au milieu des années 1930.
Kligler organise la première convention nationale des microbiologistes de la Terre d'Israël, qui a lieu à Jérusalem en 1936, et est élu président de « l'Association microbiologique de la Terre d'Israël (palestinienne) ». Il est président des cinq réunions annuelles tenues entre 1936 et 1942.
Il dirige pendant dix ans la « Maison de Santé Natan et Lina Strauss » à Jérusalem, depuis sa création en 1929. Sous sa direction, l'institution acquiert une réputation de lieu où sont réalisées diverses opérations dans l'intérêt de la santé publique.
En 1930, il dirige une équipe de chercheurs chargée de mener la première enquête nutritionnelle en Israël. Les résultats de l'enquête conduit à la création du « Comité de nutrition » de l'Institut de recherche économique de l'Agence juive, dirigé par Kligler. L'enquête révèle un mauvais état nutritionnel des élèves de l'école et Kligler se joint à l'initiative d'Avraham Katznelson pour distribuer un verre de lait par jour aux élèves (ce qui contribue également à la ferme laitière de la colonie). Il recrute pour cela le « Centre de santé Strauss ». La division commence en mai 1938 à Jérusalem et, peu de temps après, l'usine de gobelets à lait s'étend à d'autres villes.
Il participe régulièrement aux réunions du « Conseil général agricole » de la Terre d'Israël; Il représente l'Université hébraïque, puis l'Agence juive en tant que président du « Comité de nutrition ». Lors de ces réunions, il apporte ses informations sur des questions telles que la protection de l'industrie locale de l'huile d'olive ou la surveillance de la tuberculose bovine.
Kligler est proche dans ses opinions politiques des membres de « Brit Shalom », et parmi ses amis proches figurent Judah Magnes et Henrietta Szold, membres de l'alliance.
Kligler est nommé à plusieurs autres comités de la colonie juive. Il s'enrôle pour apporter son aide en matière de connaissances et de planification lorsque la caisse d'assurance maladie connait des difficultés financières en 1937. Il participe au comité créé pour vérifier l'état de préparation de la colonie à la Seconde Guerre mondiale et, lorsque la guerre commence, il contribue aux comités créés pour faire face à l'urgence et aux questions qui se posent concernant le traitement des réfugiés en Israël et à l'étranger. Au début de 1941, le Joint lui demande de préparer un plan d'aide médicale aux réfugiés juifs arrivés d'Europe à Saint-Domingue dans les îles des Caraïbes. Trois ans plus tard, il est envoyé par l'association pour organiser l'aide médicale aux 1 600 réfugiés juifs yéménites arrivés à Aden. Il meurt quelques mois après son retour en Terre d'Israël.

## Commémoration
Malgré de nombreux projets visant à commémorer la mémoire de Kligler après sa mort de diverses manières, comme la création d'une clinique en son nom, la publication d'un livre à sa mémoire et la création d'un fonds étudiant en son nom - en raison de la période d'événements mouvementés qui ont eu lieu en Dans les années 1940, seuls quelques projets sont réalisés et ils ne durent pas longtemps.
La tombe de Kligler, ainsi que d'autres tombes, dont celle de Szold, ont été fouillées après la guerre d'indépendance, lorsqu'une route est pavée dans l'enceinte du cimetière du Mont des Oliviers. Après la guerre des Six Jours, la route est supprimée et une fosse commune est creusée à proximité; Parmi les noms qui figurent sur la pierre tombale, figure celui de Kligler.